# Liste des lieux de culte de Montréal
Pour un article plus général, voir Architecture à Montréal.
En décembre 1881, lors d'une visite à Montréal, Mark Twain déclarait : « C'est la première fois que je suis dans une ville où il serait impossible de lancer une brique sans briser la fenêtre d'une église ». 
Montréal, autrefois dite la Rome d'Amérique, compte en 2011 plus de 600 lieux de culte, souvent catholiques romains, majoritairement chrétiens, mais aussi judaïques, islamiques, bouddhiques, parmi d’autres.
Le Conseil du patrimoine religieux du Québec soutient les lieux de culte et autres édifices à vocation religieuse construits avant 1945 et ayant une valeur patrimoniale significative. La présente liste comprend prioritairement les bâtiments religieux (églises, chapelles, cathédrales, basiliques, monastères, cimetières) de l'île de Montréal de toutes confessions construits avant 1945.
Voici une liste du patrimoine religieux de Montréal :

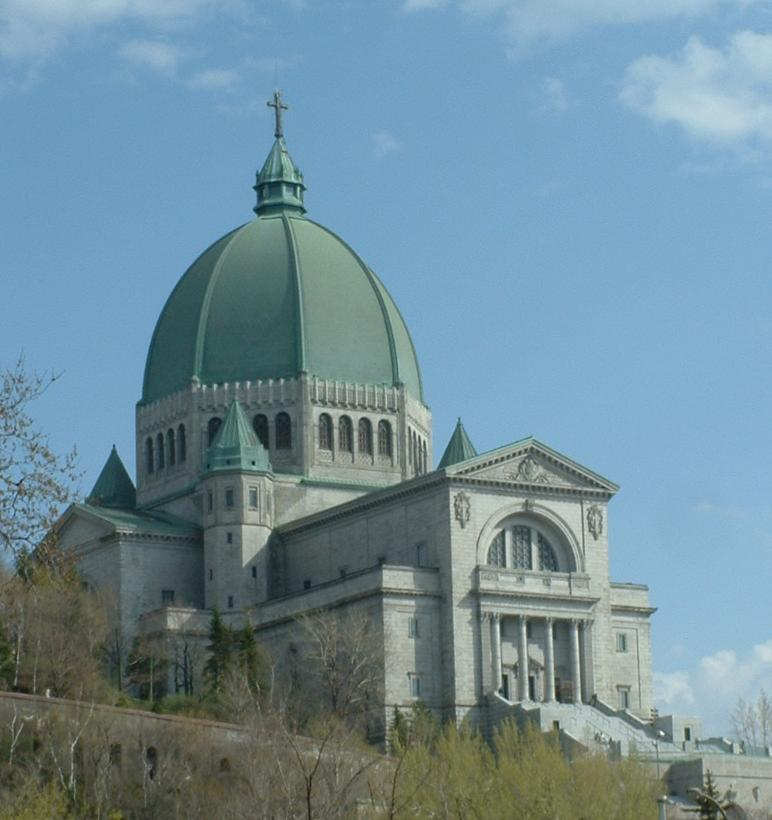
L'oratoire Saint-Joseph

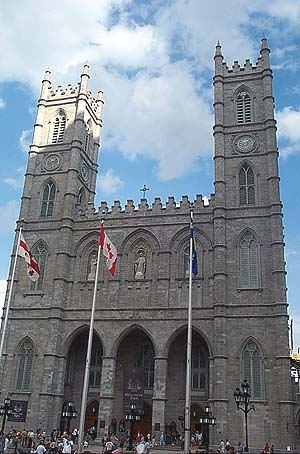
La basilique Notre-Dame de Montréal

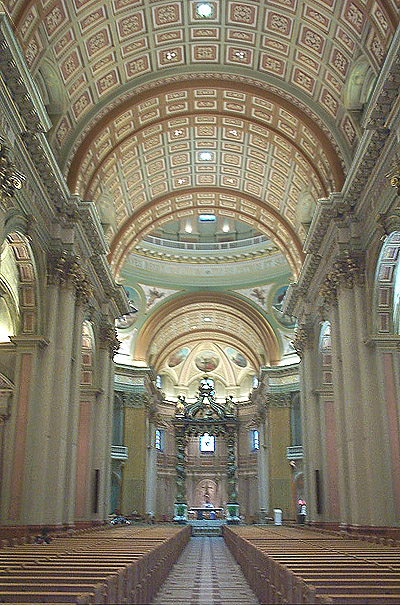
Intérieur de la cathédrale Marie-Reine-du-Monde

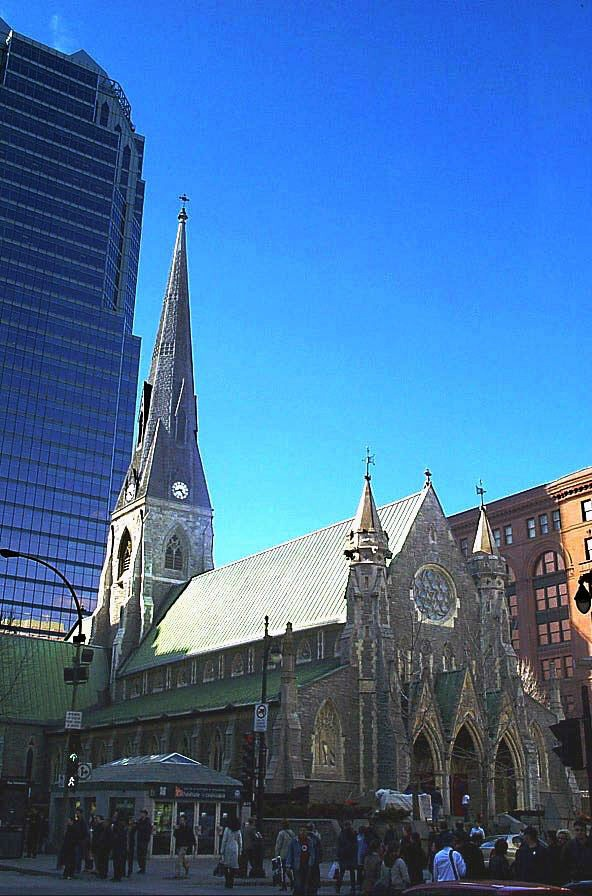
La cathédrale Christ Church

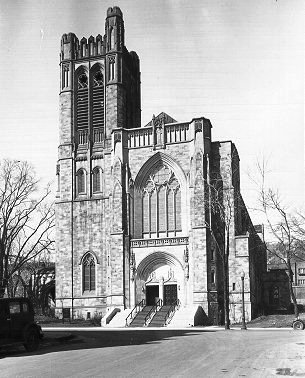
L'église Saint Andrew and Saint Paul

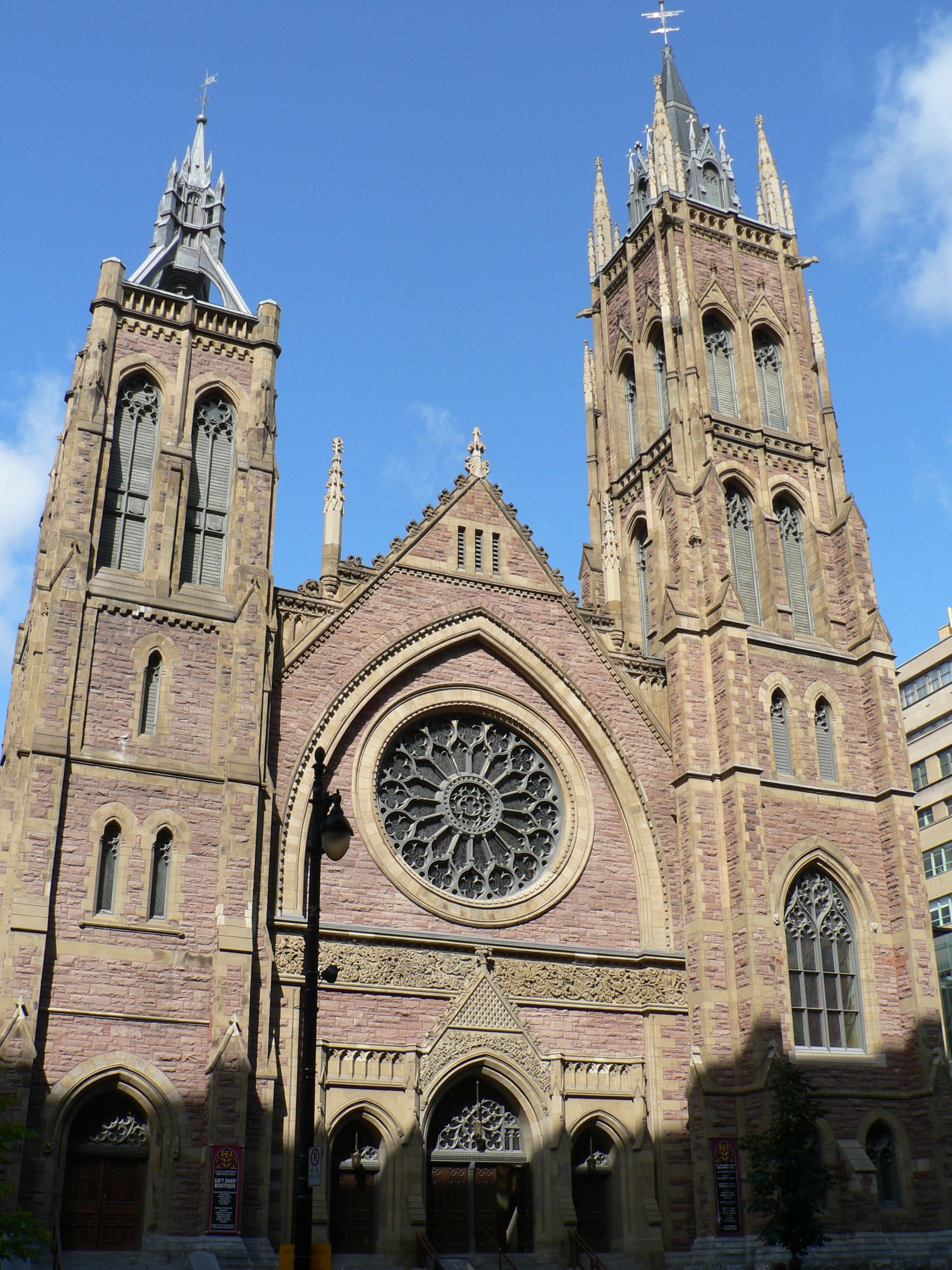
L'église unie Saint James

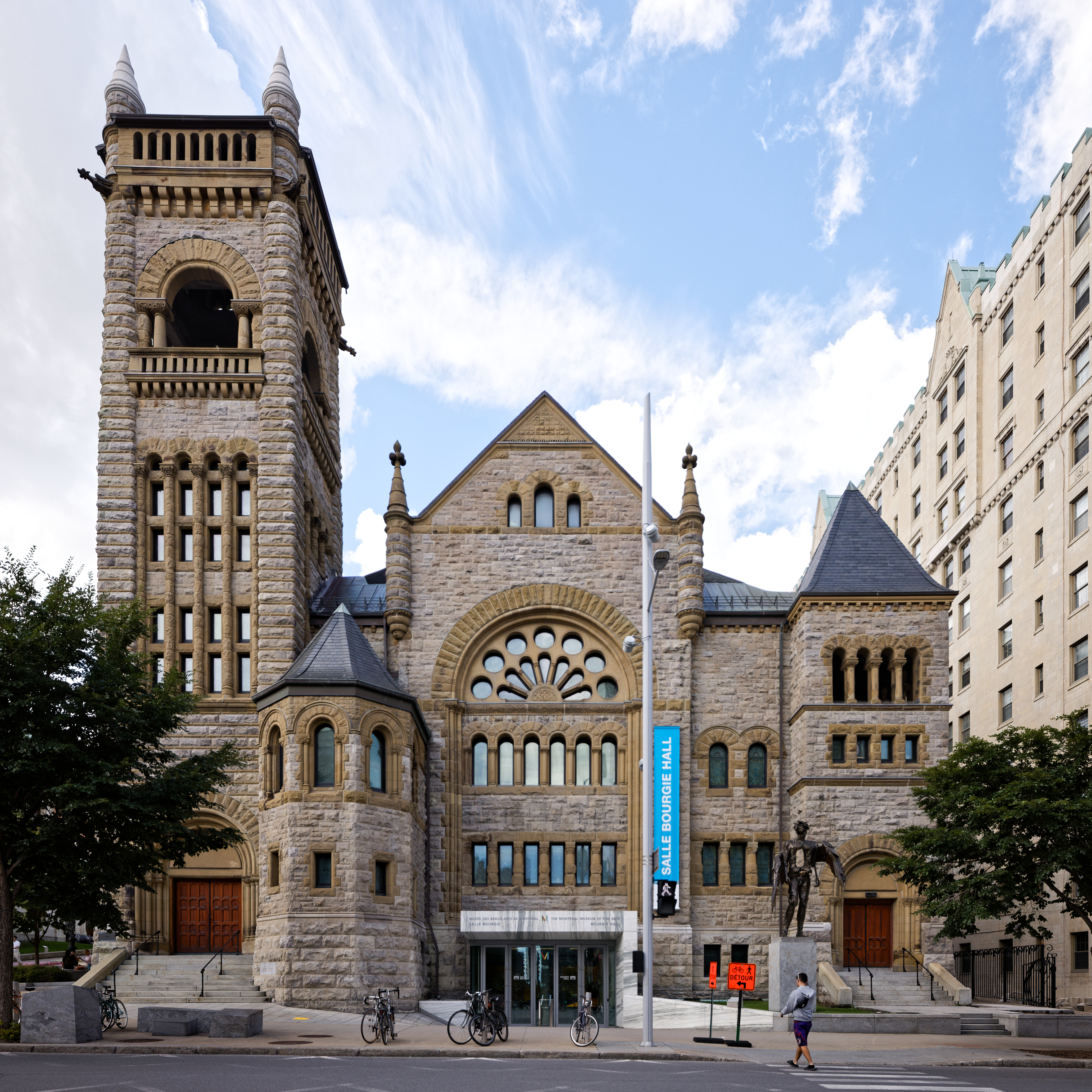
L'église unie Erskine and American

## Christianisme

### Catholicisme

#### Catholicisme latin
- Oratoire Saint-Joseph (1925-1965), qui possède le second plus grand dôme du genre au monde après la basilique Saint-Pierre à Rome.
- Basilique Notre-Dame (1824-1829), la deuxième plus grande église d'Amérique
- ainsi que la chapelle Notre-Dame du Sacré-Cœur que l'on retrouve au sein de la basilique Notre-Dame (inaugurée en 1891 mais importante rénovation terminée en 1982 à la suite d'un incendie)
- Basilique Saint-Patrick (1843-1847)
- Cathédrale Marie-Reine-du-Monde (1875-1894)
- Carmel de Montréal (1895-1896)
- Chapelle Notre-Dame-de-Bon-Secours (1771-1773), la première chapelle de pierre de Montréal dite la chapelle des Marins, construite à l'origine par Marguerite Bourgeoys
- Cimetière Mont-Royal (1852)
- Cimetière Notre-Dame-des-Neiges (1854)
- Séminaire de Saint-Sulpice (1680-1700), près de la basilique Notre-Dame
- Chapelle du Grand Séminaire
- Chapelle Notre-Dame-de-Lourdes de Montréal (1873-1882)
- Domaine des Sœurs grises de Montréal
- Église de la Visitation (1749-1751) (au Sault-au-Récollet)
- Église des Saints-Anges-Gardiens (1919-1920) arrondissement Lachine
- Église de la Mission catholique chinoise du Saint-Esprit
- Église Nativité-de-la-Sainte-Vierge-d’Hochelaga (1921-1924) (arrondissement Mercier–Hochelaga-Maisonneuve)
- Église de Notre-Dame-de-la-Défense (Petite Italie) Inaugurée en 1919
- Église Notre-Dame-des-Sept-Douleurs (à Verdun)
- Église Notre-Dame-de-Guadalupe
- Église du Sacré-Coeur-de-Jésus
- Église Saint-Ambroise (Petite-Patrie)
- Église Saint-Arsène (Petite-Patrie)
- Église Sainte-Brigide
- église Saint-Clément
- Église Sainte-Cunégonde
- Église Saint-Édouard
- Église Saint-Enfant-Jésus du Mile-End (Inaugurée en 1857)
- Église Saint-Esprit-de-Rosemont
- Église Sainte-Geneviève
- Église Saint-Henri
- Église Saint-Jean-Baptiste
- Église Saint-Jean-Berchmans (1938-1939,  (Petite-Patrie)
- Église Saint-Joachim de Pointe-Claire
- Église Saint-Joseph de Montréal
- Église Saint-Léon de Westmount
- Église St. Michael's and St. Anthony's
- Église Notre-Dame-de-Grâce
- Église Saint-Paul-de-la-Croix (Ahuntsic)
- Église Saint-Pierre-Apôtre
- Église Saint-Pierre-Claver
- Église Saint-Sixte (Ville Saint-Laurent)
- Église Saint-Stanislas de Kostka
- Église Saint-Viateur d'Outremont
- Église Saint-Zotique
- Église du Très-Saint-Nom-de-Jésus (1903-1906) (arrondissement Mercier–Hochelaga-Maisonneuve)
- Le Gesù (1865)
- Sanctuaire du Saint-Sacrement
- Église Saint-Laurent, Saint-Laurent
- Ancienne église Saint-Jacques de Montréal (UQAM) (3e église construite en 1933 et démolie en grande partie pour faire place à l'UQAM en 1978)

#### Catholicisme oriental
- Cathédrale catholique grecque-melkite Saint-Sauveur

### Protestantisme

#### Église anglicane du Canada
- Cathédrale Christ Church (1857-1859)
- Église Saint George
- Église Saint James the Apostle (maintenant “Église Saint Jax”)
- Église Saint John the Evangelist
- Église Sainte Hilda
- Église de l’Épiphanie

#### Église presbytérienne au Canada
- Église Saint Andrew and Saint Paul

#### Église Unie du Canada
- Église unie Saint James
- Église unie Saint Jean
- Église unie Erskine and American

### Orthodoxie
- Église orthodoxe Saint-Georges de Montréal
- Église grecque-catholique ukrainienne Saint-Michel
- Cathédrale orthodoxe ukrainienne Sainte-Sophie (en)

## Judaïsme
- Bagg Street Shul
- Shaar Hashomayim
- Shearith Israël
- Beth Ora (en)
- Congregation Beth Tikvah (en)
- Congregation Dorshei Emet (en)
- Temple Emanu-El-Beth Sholom (en)
- Congregation Maghen Abraham (en)
- Shaare Zedek Congregation (en)

## Islam
- Centre islamique du Québec
- Mosquée Al-Omah Al-Islamiah
- Centre islamique Shah Jalal

## Bouddhisme
- Temple bouddhiste tibétain